# Systemdigter
|  | Sammenskrivningsforslag Artiklen Systemdigter er foreslået føjet ind i Systemdigtning. (Siden april 2020) Diskutér forslaget |

Systemdigter er en digter eller forfatter, hvis litterære frembringelser kan betragtes som systemdigtning. I dansk litteratur bliver f.eks Klaus Høeck, Inger Christensen, Rasmus Nikolajsen ofte betegnet som systemdigtere.  